# Museo dello Henan
Il Museo dello Henan, situato nella città di Zhengzhou, è il più grande museo della provincia cinese dello Henan e uno dei più importanti musei archeologici nazionali della Cina.

## Storia
Il Museo dello Henan fu fondato negli anni 1920 da Wu Peifu e Feng Yuxiang a Kaifeng, che era la capitale della provincia dello Henan. Nel 1961, il museo fu trasferito a Zhengzhou, e l'edificio attuale fu costruito nel 1997, in uno stile che riflette la nuova Cultura di Yangshao.

## Collezioni

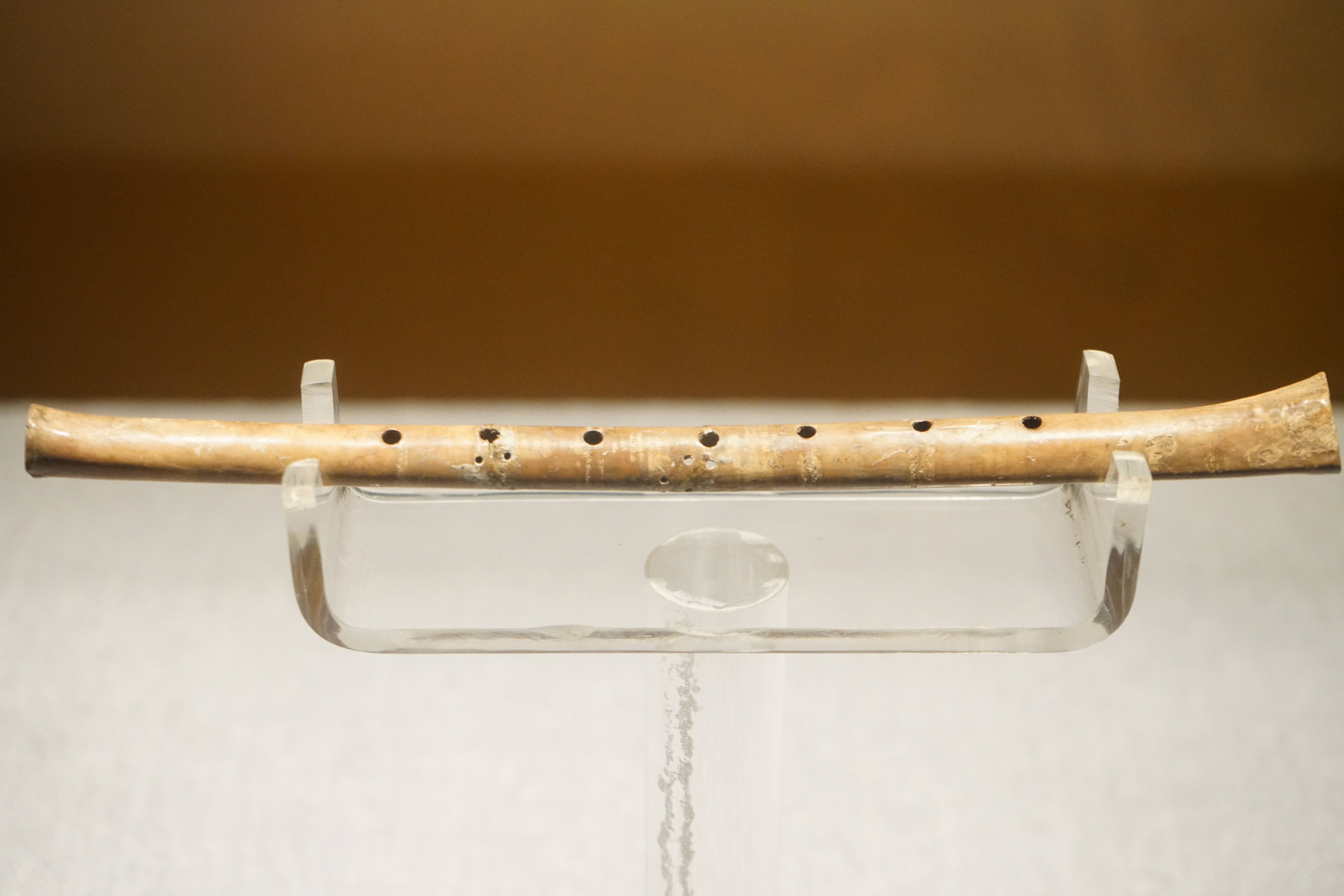
Gudi
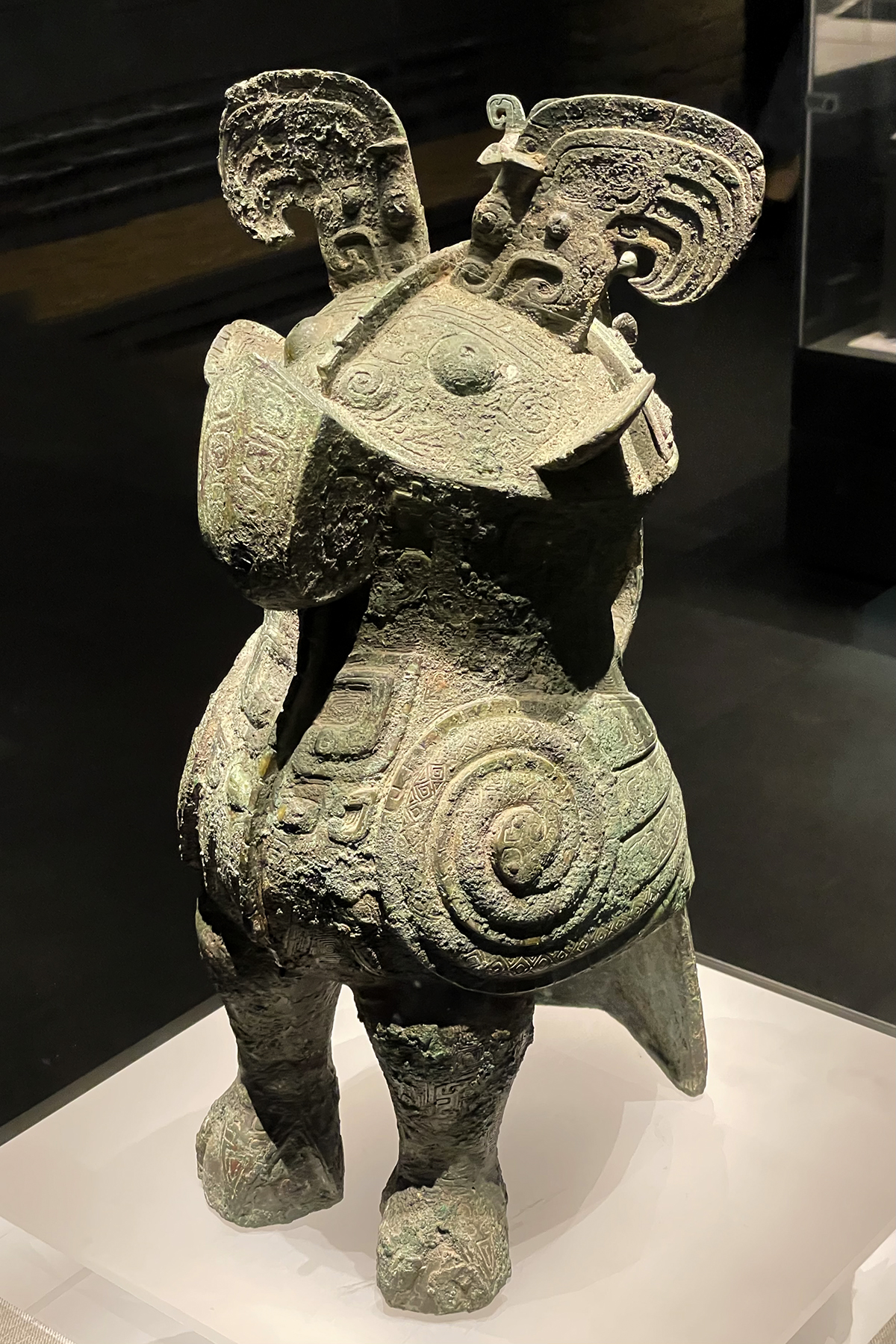
Coppa da vino a forma di gufo di Fu Hao, 1200 a.C.
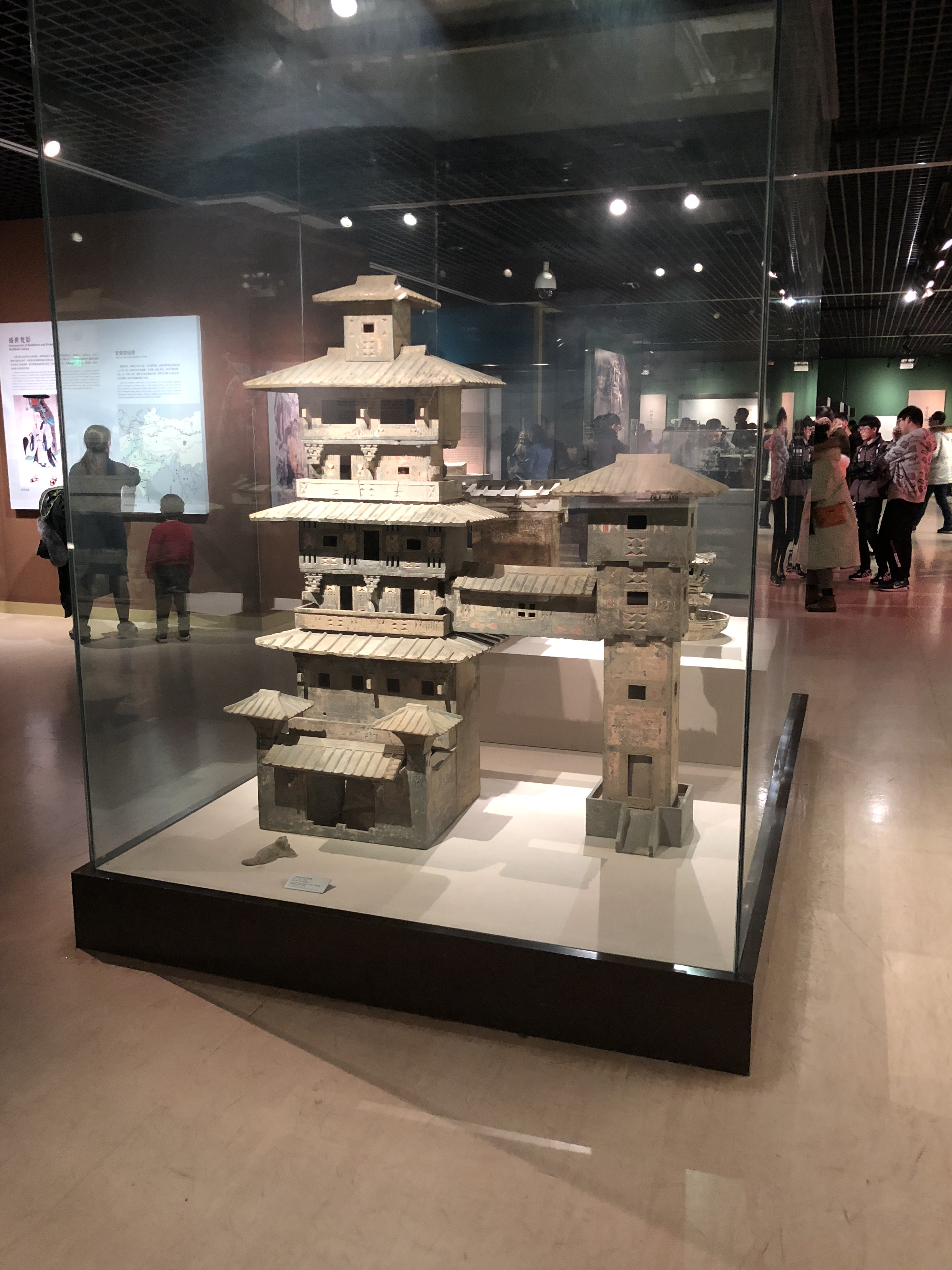
Modello di torre di ceramica a sette piani
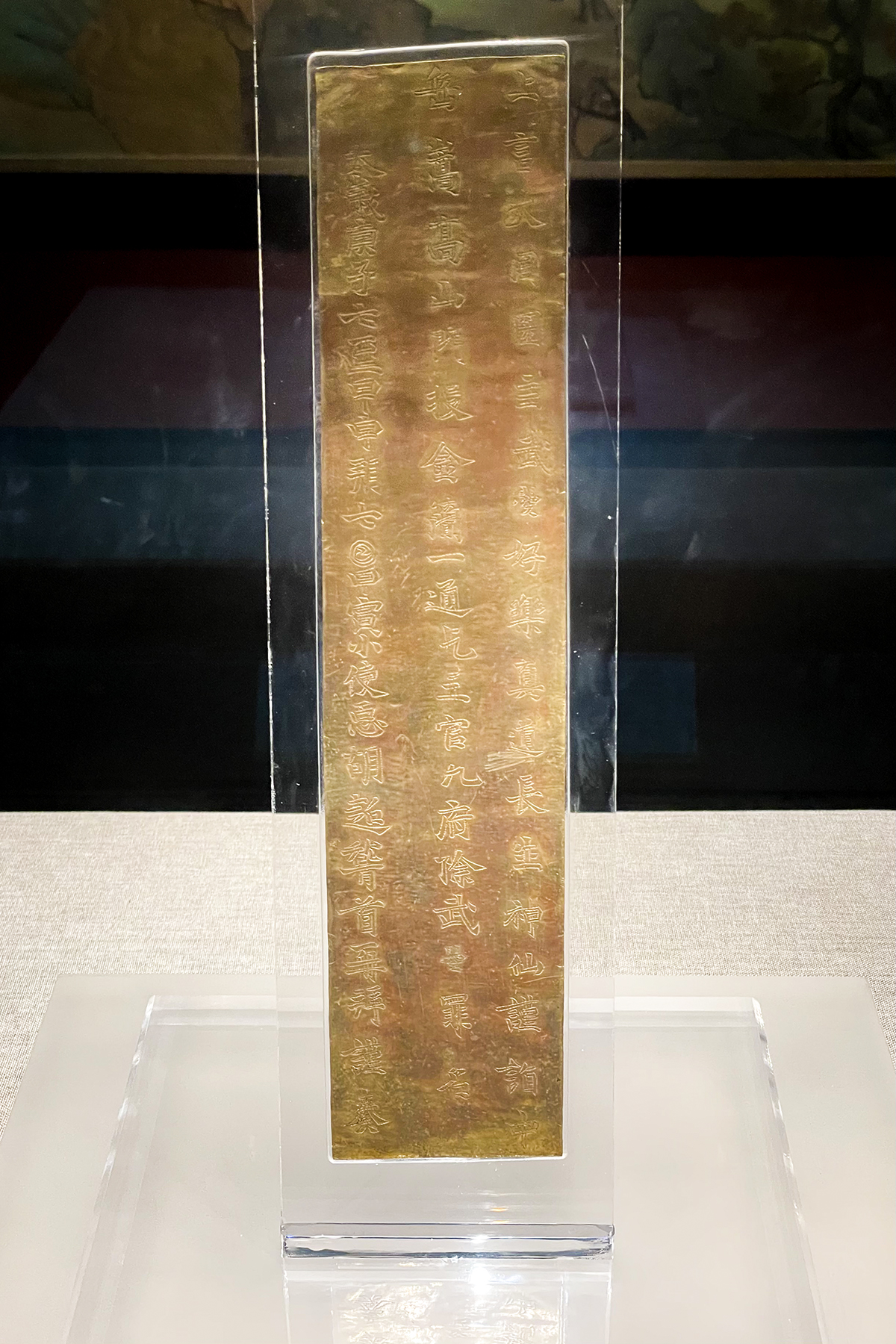
Lamine d'oro di Wu Zetian